# Rami Saari
Rami Saari född 1963 i Petah Tikva, Israel. Han är poet, översättare, lingvist, språklärare och litteraturkritiker. 
Rami Saari har studerat och undervisat i semitiska och fenno-ugriska språk vid universiteten i Helsingfors, Budapest och Jerusalem. Han blev filosofie magister med en avhandling om semitiska lånord i ungerskan vid Helsingfors universitet 1992 och filosofie doktor med en avhandling om maltesiskans prepositioner vid Hebreiska universitetet i Jerusalem 2003. 
Saari är verksam som översättare, litteraturkritiker och lärare i hebreiska. Sedan 1988 har han gett ut sex diktsamlingar och översatt ett fyrtiotal böcker, poesi och prosa, från albanska, estniska, finska, grekiska, portugisiska, spanska och ungerska till hebreiska. Vid det israeliska förlaget Ha-kibbutz ha-meuchad är han sedan 2005 chefredaktör för serien Tzafon ("Norden") som främst är inriktad på utgivning av litteratur från de skandinaviska och baltiska länderna.
Rami Saaris poesi har belönats med Premiärministerns pris i litteratur 1996 och 2003 och med Olschwungstiftelsens pris 1998 och översatts till flera språk (engelska, finska, grekiska, spanska m.fl.). För sin verksamhet som översättare fick han Tchernikhovskypriset 2006. Saari är också redaktör för de israeliska sidorna av PIW, den internationella webbsidan för poesi (www.poetryinternational.org). Sedan 2003 delar han sitt liv mellan Israel och Grekland.  

## Verk (i urval)
- Se, jag har hittat hem (Hinne, matzati et beyti, 1988)
- Män vid skiljevägen (Gvarim ba-tzomet, 1991)
- Den orädda smärtans väg (Maslul ha-ke'ev ha-no›az, 1997)
- Livets bok (Ha-sefer ha-xay, 2001)
- Så mycket, så mycket krig  (Kama, kama milxama, 2002)
- De maltesiska prepositionerna (doktorsavhandling: Millot-ha-yaxas ha-Malteziyyot, 2003)
- Den femte shogun (Ha-shogun ha-xamishi, 2005)